# هارولد إنرايت
هارولد إنرايت (بالإنجليزية: Harold Enright)‏ هو منافس ألعاب قوى أمريكي، ولد في 28 أبريل 1890، وتوفي في 3 فبراير 1946.

## وصلات خارجية
- هارولد إنرايت على موقع أوليمبيديا (الإنجليزية)